# تریمباخ
تریمباخ یک بخش از ناحیه گسگن واقع در کانتونِ سولوتهورن سوئیس است.